# Raíña (Lugo)
Raíña (en gallego y oficialmente, A Raíña) es una localidad del municipio de Bóveda, en la provincia de Lugo, España. Pertenece a la parroquia de Martín.
Se encuentra a 675 metros de altitud en la sierra de As Penas, junto a la localidad de Casbeiro. En 2017 tenía una población de 21 habitantes, 9 hombres y 12 mujeres. En ella se encuentra la capilla de San Bernardo.